# 515 a.C.

## Eventos
- 12 de março - É concluída a construção do Templo de Jerusalém.
- Fim do reinado de Aríston de Esparta, rei de Esparta de 550 a.C. até 515 a.C.

## Mortes
- Aríston de Esparta, rei de Esparta.